# شركة بلو بيم للبرمجيات
شركة بلو بيم للبرمجيات ( الانجليزية : Bluebeam, Inc) هي شركة برمجيات أمريكية تأسست عام 2002 ويقع مقرها الرئيسي في باسادينا، كاليفورنيا ، الولايات المتحدة، مع مكاتب إضافية في شيكاغو، إلينوي ؛ وسان دييغو، كاليفورنيا ؛ ومانشستر، نيو هامبشاير . 
تتخصص الشركة في تصميم أدوات لإنشاء مستندات PDF وتحريرها ووضع علامات عليها والتعاون فيما بينها ومشاركتها.  منتجهم الرئيسي هو برنامج Bluebeam Revu الذي يستخدم في انشاء الملفات. 
في أكتوبر 2014، استحوذت شركة Nemetschek على شركة بلو بيم Bluebeam مقابل 100 مليون دولار، ويبلغ عدد مستخدمي برامج الشركة أكثر من 1.6 مليون مستخدم حسب تقديرات الشركة .  

## منتجات الشركة
تتضمن منتجات شركة بلو بيم للبرمجيات Bluebeam Software ما يلي:
- Bluebeam Revu لإنشاء ملفات PDF ووضع العلامات عليها وتحريرها. [6]
- Bluebeam Vu لعرض ملفات PDF على Windows وiPad . يتضمن برنامج Vu لمنصة Windows برنامج Bluebeam Studio للتعاون عبر الإنترنت. [7]
- Bluebeam Vu iPad ، تطبيق iPad مجاني لعرض ملفات PDF. [8]
- Studio Server هو برنامج قائم على الخادم للشركات التي تريد استخدام Bluebeam Studio للتعاون ومشاركة المعلومات في بيئة مستضافة محليًا. [9]

## المنتجات السابقة
- Pushbutton PDF [10]